# Entephria aurigutta
Entephria aurigutta là một loài bướm đêm trong họ Geometridae.